# Antillotyphlops monensis
Antillotyphlops monensis är en ormart som beskrevs av Schmidt 1926. Antillotyphlops monensis ingår i släktet Antillotyphlops och familjen maskormar. Inga underarter finns listade i Catalogue of Life.
Denna orm förekommer endemisk på ön Mona som tillhör Puerto Rico. Den vistas i skogar och på odlingsmark. Antillotyphlops monensis gräver i lövskiktet och i det översta jordlagret. Den jagas av snöhäger. Honor lägger ägg.
Beståndet hotas av introducerade fiender som katter. IUCN kategoriserar arten globalt som starkt hotad.